# 12612 Daumier
12612 Daumier è un asteroide della fascia principale. Scoperto nel 1960, presenta un'orbita caratterizzata da un semiasse maggiore pari a 2,4564128 UA e da un'eccentricità di 0,0884017, inclinata di 5,25643° rispetto all'eclittica.